# Metromenus limbatus
Metromenus limbatus är en skalbaggsart som beskrevs av Sharp 1903. Metromenus limbatus ingår i släktet Metromenus och familjen jordlöpare. Inga underarter finns listade i Catalogue of Life.